# Mimeusemia postica
Mimeusemia postica là một loài bướm đêm trong họ Noctuidae.